# Кліфф-Вілледж (Міссурі)
Кліфф-Вілледж (англ. Cliff Village) — селище (англ. village) в США, в окрузі Ньютон штату Міссурі. Населення — 40 осіб (2010).

## Географія
Кліфф-Вілледж розташований за координатами 37°1′31″ пн. ш. 94°31′2″ зх. д. / 37.02528° пн. ш. 94.51722° зх. д. (37.025142, -94.517195).  За даними Бюро перепису населення США в 2010 році селище мало площу 0,10 км², уся площа — суходіл.

## Демографія
Згідно з переписом 2010 року, у селищі мешкало 40 осіб у 16 домогосподарствах у складі 13 родин. Густота населення становила 384 особи/км².  Було 17 помешкань (163/км²).
Расовий склад населення:
| - 87,5 % — білих - 7,5 % — корінних американців |

До двох чи більше рас належало 5,0 %. Частка іспаномовних становила 0,0 % від усіх жителів.
За віковим діапазоном населення розподілялося таким чином: 25,0 % — особи молодші 18 років, 62,5 % — особи у віці 18—64 років, 12,5 % — особи у віці 65 років та старші. Медіана віку мешканця становила 32,0 року. На 100 осіб жіночої статі у селищі припадало 122,2 чоловіків;  на 100 жінок у віці від 18 років та старших — 114,3 чоловіків також старших 18 років.
Середній дохід на одне домашнє господарство  становив 55 936 доларів США (медіана — 50 938), а середній дохід на одну сім'ю — 62 189 доларів (медіана — 51 563). Медіана доходів становила 51 250 доларів для чоловіків та 34 063 долари для жінок. 
Цивільне працевлаштоване населення становило 12 особи. Основні галузі зайнятості: будівництво — 41,7 %, роздрібна торгівля — 25,0 %, фінанси, страхування та нерухомість — 16,7 %.